# Steinkjer (ville)
Steinkjer est une ville norvégienne, centre administratif de la commune du même nom, située dans le comté de Trøndelag dont elle est le chef-lieu. La population s'élevait à 12 908 habitants en 2018.

## Géographie
La ville est établie au fond du fjord de Beitstad, la branche la plus septentrionale du fjord de Trondheim, à 120 km au nord-est de Trondheim, le long de la route européenne 6 et sur la ligne du Nordland des chemins de fer norvégiens.

## Histoire
Steinkjer a subi deux catastrophes majeures à une époque récente. La ville a été dévastée par un incendie en 1900 et bombardée par les Heinkel He 111 de la Luftwaffe durant la Seconde Guerre mondiale. Cette dernière attaque détruisit une grande partie de la ville et notamment de nombreux monuments historiques, comme l'ancienne église de la ville.
La ville a été rebâtie après la guerre avec l'aide des Américains. La majeure partie de l'architecture actuelle découle du mouvement fonctionnaliste des années 1950 et 1960, à la différence notamment de Trondheim et Ålesund, dont l'architecture a été partiellement influencée par l'Art nouveau.